# Sylvilagus brasiliensis
Espèce
Statut de conservation UICN

 EN  : En danger
Le Lapin du Brésil, ou Tapeti (Sylvilagus brasiliensis) est une espèce de lapin. C'est un mammifère de la famille des Léporidés.

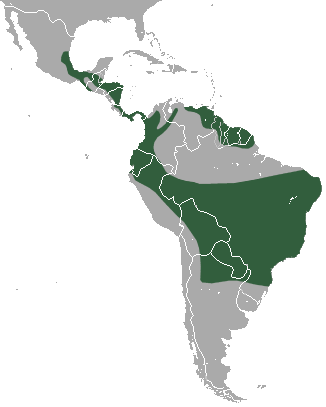
Carte de répartition en Amérique.